# صارعت
اسم عبری صارعت (به عبری: צרעת) به شرایط غیرمجازی از پوست، مو و ریش و سر، لباس کتانی یا پشم، یا سنگ از خانه‌های واقع در سرزمین اسرائیل گفته می‌شود. همه تغییرات عمدتاً در فصل ۱۳–۱۴ از لاویان اشاره شده است.